# C-pop

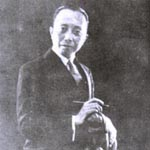
Lê Cẩm Huy, người đặt nền móng cho sự phát triển của dòng nhạc pop tiếng Hoa

C-pop, viết tắt của cụm từ Chinese pop (giản thể: 中文流行音乐; phồn thể: 中文流行音樂; bính âm: Zhōng wén liú xíng yīn yuè; Hán-Việt: Trung văn lưu hành âm nhạc) hay còn gọi là nhạc pop Hoa ngữ, nhạc pop tiếng Hoa hay nhạc pop tiếng Trung, là một nền âm nhạc hiện đại của Trung Quốc (Cộng hòa Nhân dân Trung Hoa), Đài Loan (Trung Hoa Dân Quốc) cũng như Hồng Kông xuất hiện vào thập niên 1920, đôi khi C-pop cũng được nói một cách khó hiểu, bởi vì từ "C-pop" cũng được sử dụng ở cả hai quốc gia này và người Hoa thường gọi C-pop bằng nhiều từ như: "nhạc Tàu", "nhạc Quảng Đông" (Cantopop), "nhạc Quan thoại" (Mandopop), "nhạc Hoa", "nhạc Hồng Kông" (HK-pop),... Ở Việt Nam, C-pop thường được gọi bằng hai cái tên "nhạc Hoa" và "C-pop".
Hiện tại có ba nhánh chính trong C-pop, đó là: Cantopop (tiếng Quảng Đông), Mandopop (tiếng Hoa phổ thông) và nhạc pop tiếng Mân Nam (hay tiếng Phúc Kiến). Khoảng cách giữa Cantopop và Mandopop đang được thu hẹp dần trong những năm của thế kỉ 21. Nhạc pop tiếng Đài Loan, mặc dù có nguồn gốc từ dòng nhạc enka của Nhật Bản, nay đã được tái hòa nhập với C-pop đồng thời thu hẹp xu hướng phát triển theo hơi hướng Mandopop.
Đặc biệt, cơn sốt phim truyền hình Hồng Kông vào những năm 1980 - 1990 và sự bùng nổ của dòng phim thần tượng Đài Loan trong thập niên 2000 đã kéo theo sự phổ biến dòng nhạc tình cảm kiểu C-pop (bao gồm cả Mandopop và Cantopop) tại khu vực Đông và Đông Nam Á.
Tại Trung Quốc đại lục, dòng nhạc đại chúng (hay quần chúng) ban đầu là công cụ truyền bá cho Cách mạng Văn hóa và tư tưởng Mao Trạch Đông; tuy nhiên, trải qua những thay đổi về văn hóa và chính trị rộng khắp đất nước trong suốt 50 năm qua, nó đã mất dần đi rất nhiều ý nghĩa về mặt chính trị, và nay tiến gần hơn với những tương đồng về mặt phong cách với các dòng nhạc Mandopop Đài Loan, Cantopop, K-pop và J-pop, lần lượt của Đài Loan, Hồng Kông, Hàn Quốc và Nhật Bản.

## Lịch sử

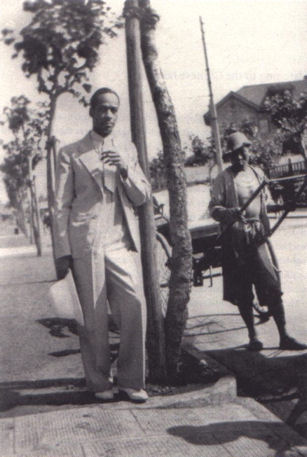
Buck Clayton, một người Mỹ đã giúp mang ảnh hưởng nhạc jazz tới Thượng Hải.

Từ năm 1920 đến năm 1949, "âm nhạc đại chúng Trung Hoa" được dùng để miêu tả tất cả những dòng nhạc đương đại hát bằng phương ngữ tiếng Hoa ở Thượng Hải. Một tên tuổi quan trọng là Lê Cẩm Huy. Buck Clayton là người đã đem ảnh hưởng nhạc jazz của Mỹ tới Trung Quốc và thứ nhạc này đã trở nên phổ biến tại các khu vui chơi của những hộp đêm và vũ trường ở các thành phố lớn trong những năm 1920. Một số đài phát thanh tư nhân đã phát những bài nhạc tiếng Hoa theo phong cách của thế kỉ 20 từ đầu năm 1920 đến 1950.
Trong khoảng thời gian Nhật Bản xâm chiếm Mãn Châu và nội chiến Trung Quốc, nhạc pop được xem như là một "phân tâm cánh tả". Sau chiến tranh Trung-Nhật và Chiến tranh thế giới lần thứ hai, C-pop đã được tiếp thị, sản xuất và kinh doanh trong một khu vực rộng lớn hơn. Đảng Cộng sản Trung Quốc lập nên nước Cộng hòa Nhân dân Trung Hoa vào năm 1949. Một trong những hành động đầu tiên của họ là gán mác "nhạc vàng" (loại màu có liên quan đến nội dung đồi truỵ) cho thể loại nhạc này. Ngành công nghiệp nhạc pop Thượng Hải sau đó đã đưa nhạc pop tới Hồng Kông và trong những năm 1970 phát triển nên thể loại nhạc Cantopop. Quốc Dân Đảng khi chuyển đến Đài Loan đã hạn chế tiếng Phúc Kiến Đài Loan bản địa từ thập niên 1950 đến cuối những năm 1980. Kết quả là Mandopop đã trở thành thể loại âm nhạc thống trị tại Đài Loan.
Trong tháng 2 năm 2008, công cụ tìm kiếm hàng đầu của Trung Quốc đại lục là Baidu.com đã bị các tập đoàn công nghiệp địa phương đâm đơn kiện về việc cung cấp nghe, phát và tải nhạc không có sự đồng ý cho phép. Tình trạng vi phạm bản quyền vẫn tiếp tục tồn tại ở Trung Quốc nhưng Google đã công bố một thoả thuận hợp tác cung cấp nghe nhạc miễn phí và các bản sao chép nhạc chính thống. Tương lai của C-pop ở Trung Quốc đại lục đang nổi lên chậm rãi. Tuy nhiên, việc ngăn cấm chương trình cực kỳ phổ biến Super Girl vào các năm 2008 và 2012 của chính phủ Trung Quốc vẫn là một tranh cãi rất lớn cho thị trường Trung Quốc đại lục.

## Các nhánh chính trong C-pop
| Nhân tố so sánh                      | Cantopop | Mandopop | Nhạc pop Đài ngữ |
| ------------------------------------ | --- | --- | --- |
| Tên tiếng Anh                        | Cantonese pop | Mandarin pop | Taiwanese pop Hokkien pop |
| Viết tắt                             | HK-pop | M-pop | T-pop |
| Tên chữ Hán (phồn thể)               | 粵語流行音樂 (Việt ngữ lưu hành âm nhạc) | 華語流行音樂 (Hoa ngữ lưu hành âm nhạc) | 台語流行音樂 (Đài ngữ lưu hành âm nhạc) |
| Tên tiếng Việt                       | Nhạc pop tiếng Quảng Đông | Nhạc pop tiếng Quan thoại Nhạc pop tiếng Hoa phổ thông | Nhạc pop tiếng Đài Loan Nhạc pop tiếng Phúc Kiến |
| Nguồn gốc âm nhạc                    | Thời đại khúc của Trung Hoa | Thời đại khúc của Trung Hoa | Nhạc enka của Nhật Bản |
| Thời gian và địa điểm hình thành     | - Hát bằng tiếng Quan thoại từ những năm 1920 đến 1950 tại Thượng Hải, Trung Hoa Dân Quốc (trước khi rời sang Hồng Kông) - Đến thập niên 1970 bắt đầu hát bằng tiếng Quảng Đông và phát triển Cantopop | - Những năm 1920 - 1950 tại Thượng Hải, Trung Hoa Dân Quốc (trước khi rời sang Đài Loan) - Tại Trung Quốc đại lục từ giữa những năm 2000 đã phát triển dòng nhạc Mandopop riêng thông qua phim điện ảnh và phim truyền hình | - Thập niên 1910 tại Đài Loan (khi ấy là thuộc địa của Đế quốc Nhật Bản) - Bị hạn chế từ năm 1949 đến 1987 do thiết quân luật ở Đài Loan - Tái hoà nhập từ thập niên 1990 đến nay |
| Các thể loại nhạc chính              | Âm nhạc Trung Hoa, jazz, rock and roll, ballad, R&B, nhạc điện tử, nhạc pop phương Tây | Âm nhạc Trung Hoa, hip hop, R&B, nhạc New Wave, pop, rock, ballad | dân ca, nhạc dance điện tử, nhạc trữ tình, ballad, rock and roll, hip hop, R&B |
| Trung tâm sản xuất lớn nhất hiện nay | Hồng Kông | Đài Bắc (Đài Loan) | Đài Bắc (Đài Loan) |
| Phạm vi phổ biến                     | Hồng Kông, Ma-lai-xi-a, Xinh-ga-po, In-đô-nê-xi-a, Thái Lan, Việt Nam và tỉnh Quảng Đông (Trung Quốc)                                                                                                  | Trung Quốc, Đài Loan, Ma-lai-xi-a, Xinh-ga-po, Việt Nam và Nhật Bản | Đài Loan và cộng đồng người gốc Phúc Kiến ở Hạ Môn (Phúc Kiến), Phi-líp-pin, Ma-lai-xi-a, Xinh-ga-po, In-đô-nê-xi-a                                                               |

### So sánh Cantopop và Mandopop
Xét về điểm khác biệt giữa hai nhóm này là lời ca của Mandopop và Cantopop khác nhau hoàn toàn về ý nghĩa, nhưng điểm chung là cùng một nhạc đệm. Có một số ca sĩ của Hồng Kông như Lưu Đức Hoa hoặc Quách Phú Thành, Lê Minh, Vương Kiệt, Trịnh Tú Văn,... có những ca khúc hát bằng tiếng Quan thoại thì họ cũng thể hiện luôn những bài đó bằng tiếng Quảng Đông, phụ thuộc vào người viết lời bài hát chứ không phải người viết nhạc (tác khúc) (ví dụ như Lưu Đức Hoa với 2 bài là "Nếu em là truyền thuyết của anh" hát tiếng Quan thoại, còn "Duyên đã tận" thì hát bằng tiếng Quảng Đông, hoặc dịch lời Việt là Tình nhạt phai thì bản gốc tiếng Quan thoại là "Duyên kiếp sau" còn bản tiếng Quảng Đông là "Những tháng ngày bên nhau"), hay cũng có trường hợp mà bản Quan thoại do một ca sĩ này hát mà bản Quảng Đông lại là một ca sĩ khác (lấy ví dụ điển hình là bài "Tìm một từ để thay thế" do Thái Chánh Tiêu hát tiếng Quan thoại, trong khi Đàm Vịnh Lân hát bài này bằng tiếng Quảng Đông với tên gọi "Chia tay trong nước mắt" (được phổ lời việt là Kiếp Ve Sầu), "Mưa tuyết" của Trần Tuệ Nhàn bằng tiếng Quảng Đông trong khi đó Trác Y Đình hát bằng tiếng Quan thoại là "Bướm bay đầy trời").